# École nationale supérieure des arts et industries textiles

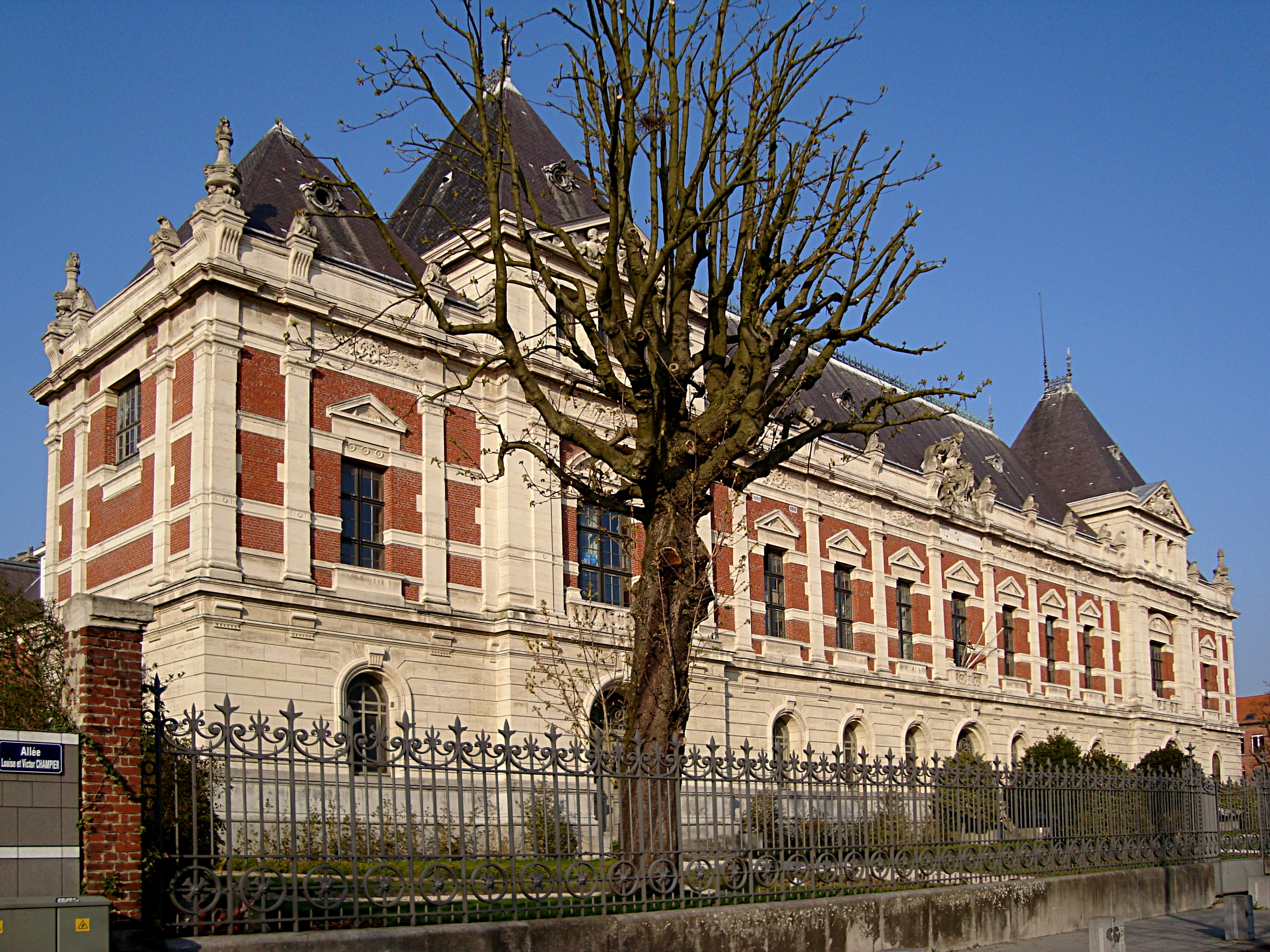
Das Hauptgebäude der 1881 gegründeten Ecole Nationale Supérieure des Arts et Industries Textiles (ENSAIT) in Roubaix.

Die École nationale supérieure des arts et industries textiles (ENSAIT) ist eine französische Ingenieursschule (grande école). Sie bildet innerhalb von drei Jahren Ingenieure aus, die Spezialisten für Textilien sind.

## Diplome ENSAIT
- Master Ingénieur ENSAIT
- Masters Forschung Ingenieurwissenschaft in Zusammenarbeit mit Université Lille Nord de France und École centrale de Lille
- Graduiertenkolleg: PhD Doctorate

## Forschung für Textilien
- Graduiertenkolleg Lille Nord de France
  - Textilie
  - Technische Textilien (Faserverbundwerkstoffe und Leichte Strukturen)
  - Textilie Chemie und Veredlung
  - Biotextilien
  - Smart Textilien